# Szalapa
Szalapa je vas na Madžarskem, ki upravno spada pod podregijo Zalaszentgróti Županije Zala.